# Ennigerloh
Ennigerloh est une ville de Rhénanie-du-Nord-Westphalie (Allemagne), située dans l'arrondissement de Warendorf, dans le district de Münster, dans le Landschaftsverband de Westphalie-Lippe.

## Histoire
| Appartenances historiques Principauté épiscopale de Münster 1240-1802 Royaume de Prusse 1802-1806 Grand-duché de Berg 1806-1814 Royaume de Prusse (Province de Westphalie) 1815-1918 République de Weimar 1918-1933 Reich allemand 1933-1945 Allemagne occupée 1945-1949 Allemagne 1949-présent |

## Personnalités liées à la ville
- Karl Weierstrass (1815-1897), mathématicien né à Ostenfelde.
- Willy Hartner (1905-1981), historien né à Ennigerloh.
- Alois Hanslian (1943-), peintre né à Ennigerloh.

## Quartiers
- Enniger (de)
- Westkirchen (de)
- Ostenfelde (de)
- Hoest